# Gibbicepheus ventrostriatus
Gibbicepheus ventrostriatus är en kvalsterart som beskrevs av Hammer 1979. Gibbicepheus ventrostriatus ingår i släktet Gibbicepheus och familjen Carabodidae. Inga underarter finns listade i Catalogue of Life.